# Rete di campeggi Gan Israel
Gan Israel Camping Network - in italiano: Rete di Campeggi Gan Israel - è un termine complessivo per indicare il gruppo di campi estivi del movimento ebraico ortodosso Chabad-Lubavitch. La maggioranza di questi campeggi sono chiamati semplicemente "Gan Israel."

## Storia e attività
Il primo campo estivo Chabad è stato il "Campo Emunah" organizzato per ragazze a Greenfield Park, in New York (Stati Uniti d'America), dove ancora viene tenuto. Fondato nel 1953 da Rabbi Jacob J. Hecht, nel 1956 il Rebbe Lubavitcher, Rabbi Menachem Schneerson, diede istruzioni affinché fosse aperto un campeggio uguale, per ragazzi, sotto gli auspici dell'organizzazione Merkos L'Inyonei Chinuch. Per tale campo scelse il nome Gan Israel ("Giardino di Israele"), dedicandolo al fondatore del Chassidismo, Rabbi Israel Baal Shem Tov. Nel 1969 il Campo Gan Israel si spostò presso l'attuale sede, a Liberty, nella Contea di Sullivan (New York).
Rabbi Schneerson in seguito ebbe a visitare entrambi i campi nel 1956, (prima dell'inizio della stagione), poi nel 1957 e 1960 (durante la stagione estiva). Visite di per sé insolite poiché il Rebbe quasi mai aveva lasciato la sua sede di New York City da quando era diventato la Guida del movimento Chabad. Le visite sono diventate parte integrante della tradizione orale di Camp Gan Israel a Parksville (e anche degli altri campi della rete) e sono spesso menzionate in canzoni e su pubblicazioni.
Altre sedi permanenti di Gan Israel sono state aperte a Montréal, in Canada (1958) (attualmente presso: Labelle, Quebec); Londra, Regno Unito (circa 1960); Detroit, Stati Uniti d'America (1961) (nella cittadina di Kalkaska, Contea di Kalkaska); Melbourne, Australia (anni 1960); e altre. Inoltre esistono diverse centinaia di campi stagionali Gan Israel sparsi per il mondo (a volte con altri nomi). La rete di campeggi ha una sottoscrizione mista di oltre 100.000 partecipanti.
Più del 60% dei partecipanti ai campi estivi Chabad- Lubavitch provengono da famiglie ebree non appartenenti al movimento. Per questo vengono inizialmente offerti brevi corsi introduttori e dinamici programmi dove viene presentato l'Ebraismo in maniera rilassata e gradevole. Inoltre un numero sempre più elevato di campeggi offrono assistenza a bambini/ragazzi con speciali necessità.
Oggigiorno Gan Israel offre molto di più delle tradizionali attività sportive come nuoto o canottaggio. Molti campi offrono infatti arte cibernetica, sopravvivenza in natura, tennis, karate e mountain biking. Escursioni speciali in riserve naturali e zoologiche, bowling e pernottamenti/ritiri del Shabbat completano i programmi spirituali che sono la caratteristica di Chabad-Lubavitch: studio quotidiano e preghiera, canti e danze ebraiche, arti rituali e una vasta gamma di altre attività progettate per suscitare interesse e passione per la storia ebraica, l'osservanza e la pratica di buone azioni.
- Nell'estate del 2003, oltre 120.000 partecipanti si sono iscritti ai campi estivi Chabad-Lubavitch.

- Più del 90% degli 8.500 assistenti sociali che gestiscono i campi estivi Chabad-Lubavitch hanno partecipato a tali campi in gioventù.